# Denys Lasdun

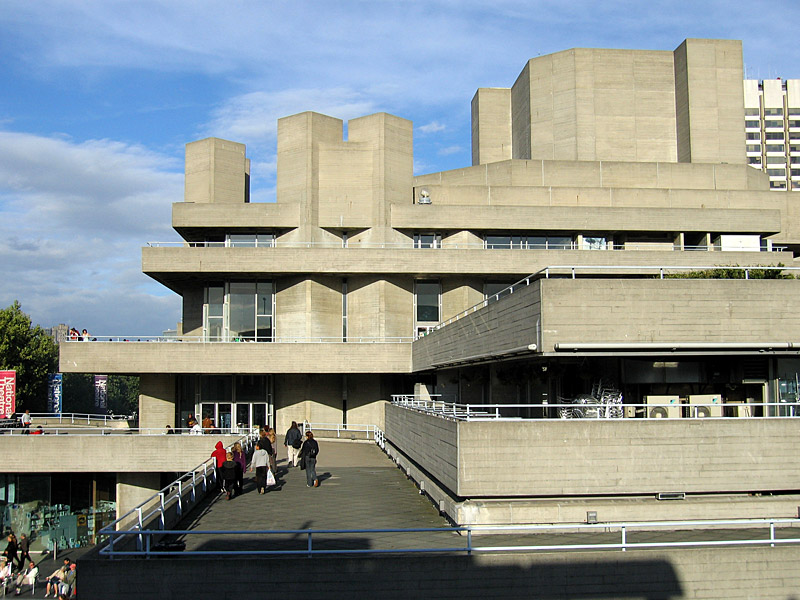
Façade du Royal National Theatre de Londres

Sir Denys Lasdun, distingué de l’Ordre des compagnons d'honneur, né le 8 septembre 1914 et mort le 11 janvier 2001 est un éminent architecte anglais du XXe siècle. Son œuvre la plus connue demeure le Royal National Theatre, à Londres; c'est un bâtiment classé et l'un des exemples les plus notables de la conception brutaliste au Royaume-Uni.
Lasdun étudie à l'Architectural Association School of Architecture de Londres et est un temps sous la direction de Wells Coates. Comme d'autres architectes modernistes, Lasdun est très influencé par Le Corbusier et Ludwig Mies van der Rohe, mais il reçoit également une influence plus classique de Nicholas Hawksmoor et du mouvement de peinture cubiste.

## Ses premiers travaux
Il travaille pendant un certain temps à la pratique dans l'agence de l'architecte Berthold Lubetkin avant de devenir son associé. Durant cette période, il achève également les plans d'une maison privée à Paddington dans le style de Le Corbusier. Après la Seconde Guerre mondiale, il travaille avec Lindsey Drake sur le domaine Hallfield, qui a été planifié par Lubetkin et Tecton dans un même motif, bien planifiée idiome de son Spa vert et vert Prieuré Estates. Son école à Hallfield est le premier indice de style de la maturité Lasdun, dans son utilisation du béton nu et angularité, ainsi que son échelle plus humaine.

## Bâtiments universitaires

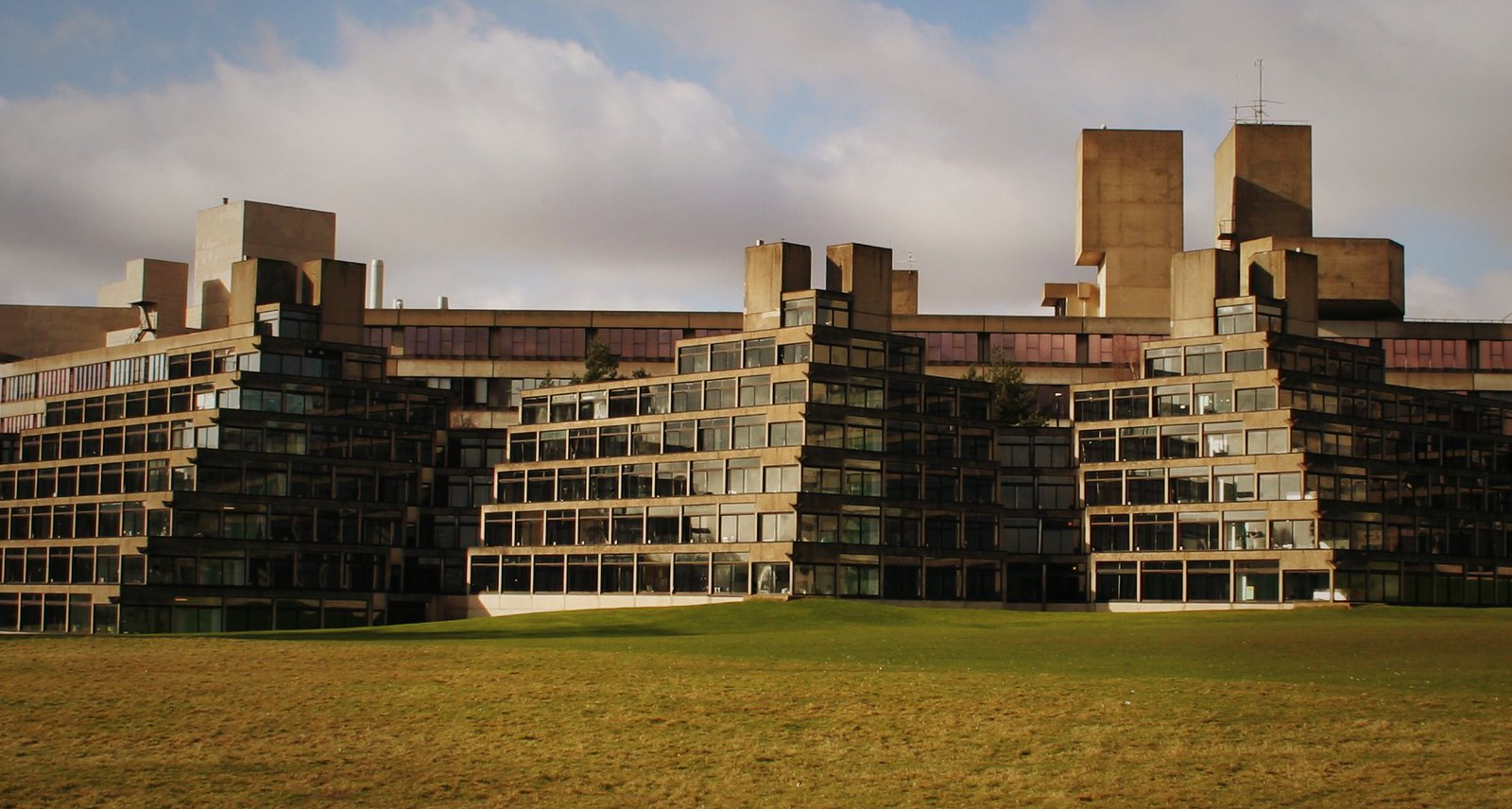
Terrasses de l'Université d'East Anglia

Les éléments de style les plus célèbres Lasdun; qui combinent tours cubiques, béton nu et les foyers qui s'avancent au Collège Fitzwilliam à Cambridge et au Collège royal de médecine de Regent's Park ; lui valent de voir son travail comparé à Frank Lloyd Wright, duquel il a retenu certains concepts architecturaux. Sa plus grande conception est l'Université d'East Anglia, il s'agit d'une série de salles de classe et laboratoires reliées par des passerelles et des quartiers résidentiels vitrée en forme de ziggourats. Elle partage avec la cathédrale de Norwich la particularité d'être construit sur l'un des sites les plus en vue du comté de Norfolk.
Le plus célèbre et le plus controversé de ses travaux d'architecture est son Royal National Theatre de Londres, qui est comparée par le prince Charles à une centrale nucléaire. Il a également conçu les plans du siège d'IBM (terminé 1985), situé non loin de là  et en continuité avec le théâtre.

## Récompenses
Lasdun reçoit la Royal Gold Medal for Architecture en 1977. Ses dessins et documents sont disponibles pour consultation aux archives Dessins & Collections du RIBA. Malgré la controverse d'une grande partie de son travail, la plupart des bâtiments subsistants de Lasdun y sont inscrits.
Il reçoit également conjointement avec Frank Gehry et Jorn Utzon, un Prix Wolf en art en 1992 pour l'ensemble de ses travaux; le jury définit ainsi les motifs de l'attribution du prix à Denys Lasdun :

« With architecture as a social art, he enhances the relations between people through primary architectural means that far transcend style. », soit en français : « Avec l'architecture tel un art social, il renforce les relations entre les peuples à travers des moyens d'architecture primaire qui transcendent tant son style. »,

## Les projets
Parmi les projets de Lasdun, figurent de nombreux bâtiments administratifs ou universitaires
- Hallfield, école primaire, Paddington, Londres (1952)
- Peter Robinson département, Strand, Londres (1958) (démoli)
- Collège Fitzwilliam, Cambridge (1959-60)
- Royal College of Physicians, Londres (1960-64)
- Les principaux bâtiments de l'Université d'East Anglia, Norwich (1962-68)
- Centre Sportif Universitaire, Oxford Road, Liverpool (1963)
- Le bâtiment Charles Wilson à l'Université de Leicester
- La construction Lasdun, un bloc résidentiel situé à Stamford Hall, à l'Université de Leicester
- Keeling House et Bradley House, Bethnal Green, à l'est de Londres
- Institut des hautes études juridiques, Institut de l'éducation, et la bibliothèque de l'École des études orientales et africaines, Bloomsbury
- Nouvelle Cour, Christ's College, Cambridge (1966-70)
- Royal National Theatre, South Bank, Londres (1967-1976)
- La première phase de la Banque européenne d'investissement, Luxembourg (1974-80)
- IBM Building, South Bank, Londres (1979-83)

### Référence de traduction
- (en) Cet article est partiellement ou en totalité issu de l’article de Wikipédia en anglais intitulé « Denys Lasdun » (voir la liste des auteurs).